# Aniceto Guterres Lopes

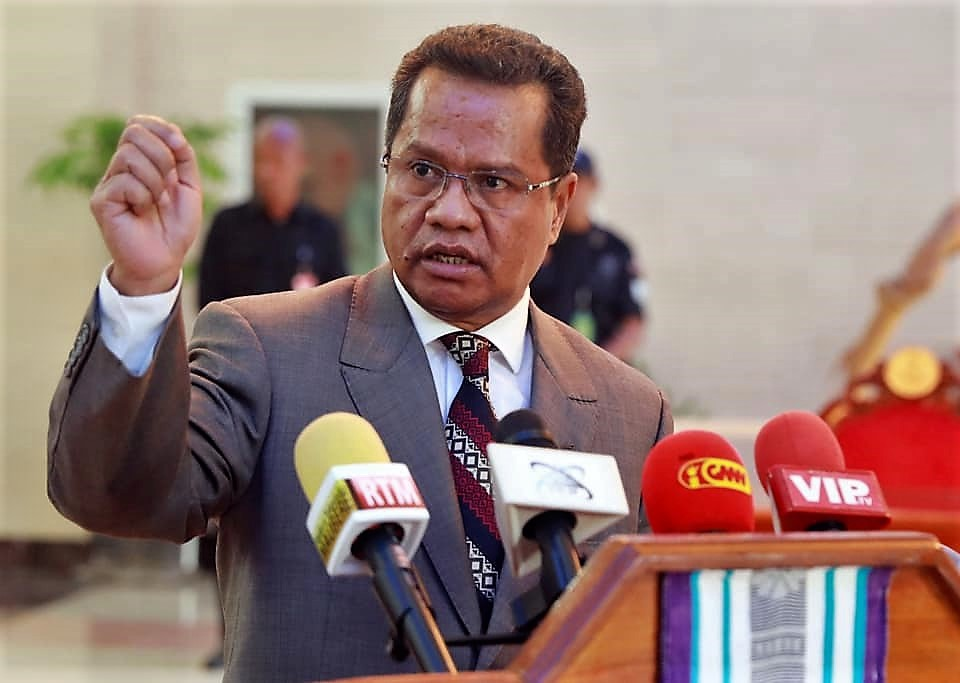
Aniceto Guterres Lopes (2022)

Aniceto Longuinhos Guterres Lopes (* 10. Dezember 1967 in Tapo/Memo, Portugiesisch-Timor) ist ein Politiker in Osttimor und sitzt als Abgeordneter seit 2007 im Nationalparlament Osttimors. Hier war er von 2007 bis 2017 der Fraktionsvorsitzende der FRETILIN, bis er am 5. September 2017 für die 4. Legislaturperiode zum Parlamentspräsidenten gewählt wurde. Das Amt verlor Guterres Lopes mit der Auflösung des Parlaments am 26. Januar 2018, wurde aber 2020 wieder in das Amt gewählt. Die 5. Legislaturperiode endete am 21. Juni 2023.
Guterres Lopes ist Mitglied des Zentralkomitees der FRETILIN (CCF) und Vizepräsident der Partei.

## Werdegang

### Herkunft und erste Jahre
Guterres Lopes stammt aus einer Bauernfamilie im Nordwesten Osttimors, nahe der Grenze zu Indonesien. 1975 wurde seine Heimat, die bis dato eine portugiesische Kolonie war, von Indonesien besetzt. Auch die Ausrufung der Unabhängigkeit Osttimors von Portugal konnte die Besetzung nicht mehr verhindern.
Obwohl Guterres Lopes Klassenbester war, erhielt er keinen Universitätsplatz auf Java. Dank Mário Viegas Carrascalão, des Gouverneurs von Osttimor (damals Timor Timur), konnte Guterres Lopes 1985 sein Jurastudium an der Udayana-Universität auf Bali beginnen. Dort lernte er indonesische Anwälte und Unabhängigkeitsaktivisten kennen, die gegen die indonesische Diktatur arbeiteten. Guterres Lopes wurde ab 1988 aktives Mitglied der osttimoresischen pro-Unabhängigkeits-Studentenbewegung Resistência Nacional dos Estudantes de Timor-Leste RENETIL (deutsch Nationaler Widerstand der Studenten aus Timor-Leste) von Fernando La Sama de Araújo.
Nach seiner Rückkehr half Carrascalão Guterres Lopes, dass er nicht wie von den Bedingungen des Stipendiums vorgeschrieben, in Staatsdienste gehen musste. Guterres Lopes ließ sich stattdessen als Rechtsanwalt in Dili nieder. Dort begann er die Menschenrechtsverletzungen durch die indonesischen Besatzer zu protokollieren, von denen seine Klienten berichteten. Von 1992 bis 1996 war Guterres Lopes Generalsekretär der Yayasan ETADEP (Osttimor Landwirtschaft- und Entwicklungsprojektstiftung). 1996 mitbegründete Guterres Lopes die Menschenrechtsorganisation Yayasan HAK, deren Direktor er ab 1997 war. Sie sollte Opfern von Menschenrechtsverletzungen freie juristische Unterstützung bieten. Zeitweise war Guterres Lopes der einzige Anwalt der Gruppe. Er verteidigte prominente politische Gefangene ebenso wie einfache Timoresen. Massaker, Morde, Folter, Vergewaltigungen und willkürliche Verhaftungen wurden von der Stiftung dokumentiert und in Zeitungen und Radio veröffentlicht. Allein im ersten Jahr wurden 339 Fälle registriert. Ziel war es, die Bevölkerung über ihre Rechte nach indonesischen und internationalem Recht aufzuklären. Schikanen und Bedrohungen waren für Guterres Lopes die Folge.
Mit dem Ende der indonesischen Diktatur wurde 1999 der Weg frei für ein Referendum über die weitere Zukunft Osttimors. Guterres Lopes organisierte dafür Wahlbeobachter. Im Referendum entschieden sich 78 % der Wähler für die Unabhängigkeit von Indonesien. Pro-indonesische Milizen töteten daraufhin nochmals fast 2000 Menschen, zerstörten die Infrastruktur und brannten Häuser nieder, auch das Hauptquartier der Menschenrechtsstiftung und das Heim von Guterres Lopes. Seine Eltern waren bereits vor dem Referendum in ihrem Heimat-Suco Tapo/Memo durch die Milizen terrorisiert worden. Schließlich landete eine internationale Eingreiftruppe in Osttimor und die Vereinten Nationen übernahmen mit der UNTAET die Kontrolle im Lande. Ab Januar 2000 arbeitete Guterres Lopes für die UNTAET Judicial Transitional Services Commission und war im April 2000 einer der Gründer der Juristenvereinigung Osttimors.

### Politische Karriere im unabhängigen Osttimor

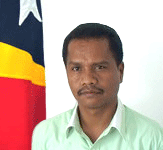
Aniceto Guterres Lopes (2012)

Von Oktober 2001 bis Juli 2001 war Guterres Lopes Mitglied des National Council (NC), der die Bevölkerung Osttimors in der UN-Verwaltung vertreten sollte. Der NC wurde schließlich von der gewählten verfassunggebenden Versammlung abgelöst, aus der später das Nationalparlament Osttimors hervorging.
Guterres Lopes wurde 2001 Vorsitzender der Empfangs-, Wahrheits- und Versöhnungskommission CAVR, die im Auftrag der Vereinten Nationen die Menschenrechtsverletzungen in Osttimor zwischen April 1974 und Oktober 1999 untersuchen sollte. Der abschließende Bericht wurde 2005 vorgelegt. Danach war Guterres Lopes von 2005 bis 2008 Mitglied der Wahrheits- und Freundschaftskommission (CVA).
Am 31. August 2003 erhielt Guterres Lopes den philippinischen Ramon-Magsaysay-Preis. Die Jury würdigte damit seinen Mut für die Gerechtigkeit und Rechtsstaatlichkeit während der turbulenten Zeit in Osttimor einzustehen. Im April 2005 wurde Guterres Lopes, der bereits schon mehrere Jahre an der Universidade da Paz (UNPAZ) unterrichtete, der Dekan der juristischen Fakultät.
Von Mai 2005 bis 2007 war Guterres Lopes Mitglied des Staatsrats.
In den Parlamentswahlen vom 30. Juni 2007 kandidierte Guterres Lopes an elfter Position auf der Parteiliste der FRETILIN. Er wurde zusammen mit 20 anderen FRETILIN-Kandidaten in das Parlament gewählt, wo die FRETILIN nun dank 29,02 % der Wähler die größte Fraktion stellt. In dieser Legislaturperiode war Guterres Lopes Mitglied der Kommission für konstitutionelle Angelegenheiten, Justiz, Öffentliche Verwaltung, lokale Rechtsprechung und Gesetzgebung der Regierung (Kommission A). Bei der Wahl des Parlamentspräsidenten am 30. Juli 2007 verlor Guterres Lopes gegen den nun Vorsitzenden der Partido Democrático PD Fernando de Araújo.
Wieder als elfter auf der Liste zog Guterres Lopes nach den Parlamentswahlen 2012 erneut für die FRETILIN in das Parlament ein. Neben seinem Amt als Fraktionsvorsitzenden war Guterres Lopes Mitglied der Kommission für konstitutionelle Angelegenheiten, Justiz, Öffentliche Verwaltung, lokale Rechtsprechung und Korruptionsbekämpfung (Kommission A).

### Parlamentspräsident

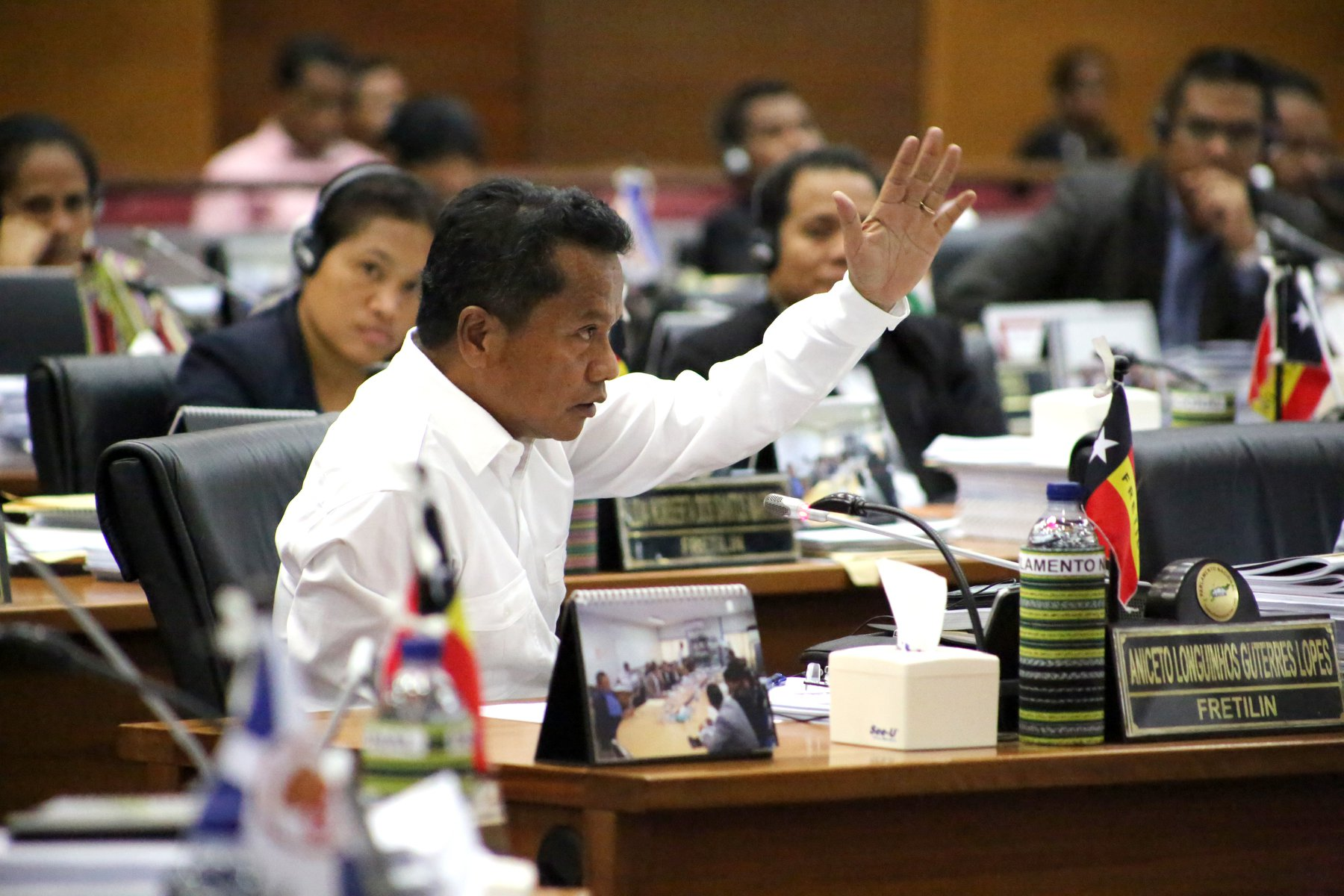
Lopes als einfacher Abgeordneter im Nationalparlament (2020)

Bei den Parlamentswahlen in Osttimor 2017 kandidierte Lopes für die FRETILIN auf Platz 3 und zog damit wieder in das Nationalparlament ein. Am 4. September 2017 wurde Guterres Lopes zum neuen Parlamentspräsidenten gewählt.
Am 20. November stellte die Opposition einen Misstrauensantrag gegen die Regierung aus FRETILIN und PD. Guterres Lopes ließ aber keine Abstimmung auf die Tagesordnung der Sitzungen setzen, weshalb die Opposition am 4. Dezember auch einen Absetzungsantrag gegen Guterres Lopes einreichte. Der blieb aber unbearbeitet. Guterres Lopes stellte im Gegenzug beim Tribunal de Recurso de Timor-Leste einen Antrag auf Kontrolle der Verfassungsmäßigkeit des Artikels der Parlamentsgeschäftsordnung, der seine Absetzung ermöglicht. Er forderte eine einstweilige Verfügung gegen den Absetzungsantrag, „zur Verteidigung der Ehre und Würde des Amtes“.
Da die Minderheitsregierung von FRETILIN und PD sich im Parlament nicht durchsetzen konnte, löste es Präsident Francisco Guterres am 26. Januar 2018 auf und rief zu Neuwahlen auf. Bei den Neuwahlen am 12. Mai 2018 zog Guterres Lopes auf Listenplatz 4 der FRETILIN in das Parlament ein. Das neugewählte Parlament bestimmte am 13. Juni 2018 aber Arão Noé da Costa Amaral (CNRT) zum neuen Parlamentspräsidenten.
Nach dem Auseinanderbrechen der Regierungskoalition Aliança para Mudança e Progresso (AMP) im Januar 2020 kam es im Parlament zum Machtkampf zwischen dem CNRT einerseits und FRETILIN und PLP auf der anderen Seite. Die KHUNTO schloss sich schließlich FRETILIN und PLP an und die neue Mehrheit stellte den Antrag auf Entlassung von Amaral als Parlamentspräsidenten, den dieser ebenfalls versuchte, mittels Nicht-Bearbeitung zu blockieren. Vizeparlamentspräsidentin Maria Angelina Lopes Sarmento (PLP) brach die Blockade, indem sie eine Ladung zur Sitzung aussprach. Nach zwei turbulenten Sitzungstagen setzte am 19. Mai die Mehrheit der Abgeordneten aus FRETILIN, PLP und KHUNTO Amaral ab und wählte seinen Vorgänger Aniceto Guterres Lopes wieder zum Parlamentspräsidenten. Amaral reichte gegen das gesamte Verfahren Klage beim Tribunal de Recurso de Timor-Leste ein, räumte aber sein Büro und überließ Guterres Lopes seinen Dienstwagen.
Bei den Parlamentswahlen 2023 kandidierte Lopes auf Platz 5 der Liste der FRETILIN und zog wieder in das Nationalparlament ein. Maria Fernanda Lay löste Lopes als Parlamentspräsident am 22. Juni ab.

## Ehrungen
2023 erhielt Lopes den Ordem de Timor-Leste.

## Belege
- Profil auf der Homepage der CAVR (Memento vom 30. Juli 2007 im Internet Archive)
- Profil auf der Homepage Ramon Magsaysay Award Foundation
- Profil auf der Homepage der Ashoka-Organisation